# Trácia

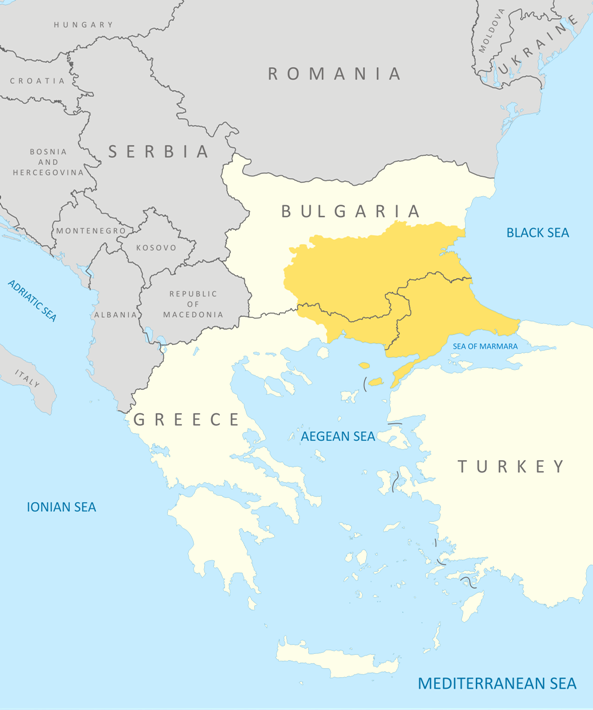
Em amarelo o território ocupado pelos trácios.

A Trácia é uma região histórica do sudeste da Europa. Antiga região macedônia, era habitada por populações de raça pelásgica. Atualmente é dividida entre a Grécia, Turquia e a Bulgária.  É banhada, a leste, pelo mar Negro e pelo estreito do Bósforo; ao sudeste, pelo mar de Mármara; e ao sul, pelo estreito do Dardanelos e pelo mar Egeu.

## Fronteiras da Trácia
Na antiguidade helenística, teve por limites terrestres o rio Nestos (que deságua próximo à ilha egeia de Tasos) e as margens do Danúbio. Mais tarde, com o estabelecimento da província da Mésia Inferior pelos conquistadores Romanos, os limites setentrionais da Trácia foram recuados às montanhas do Haimos.

## História

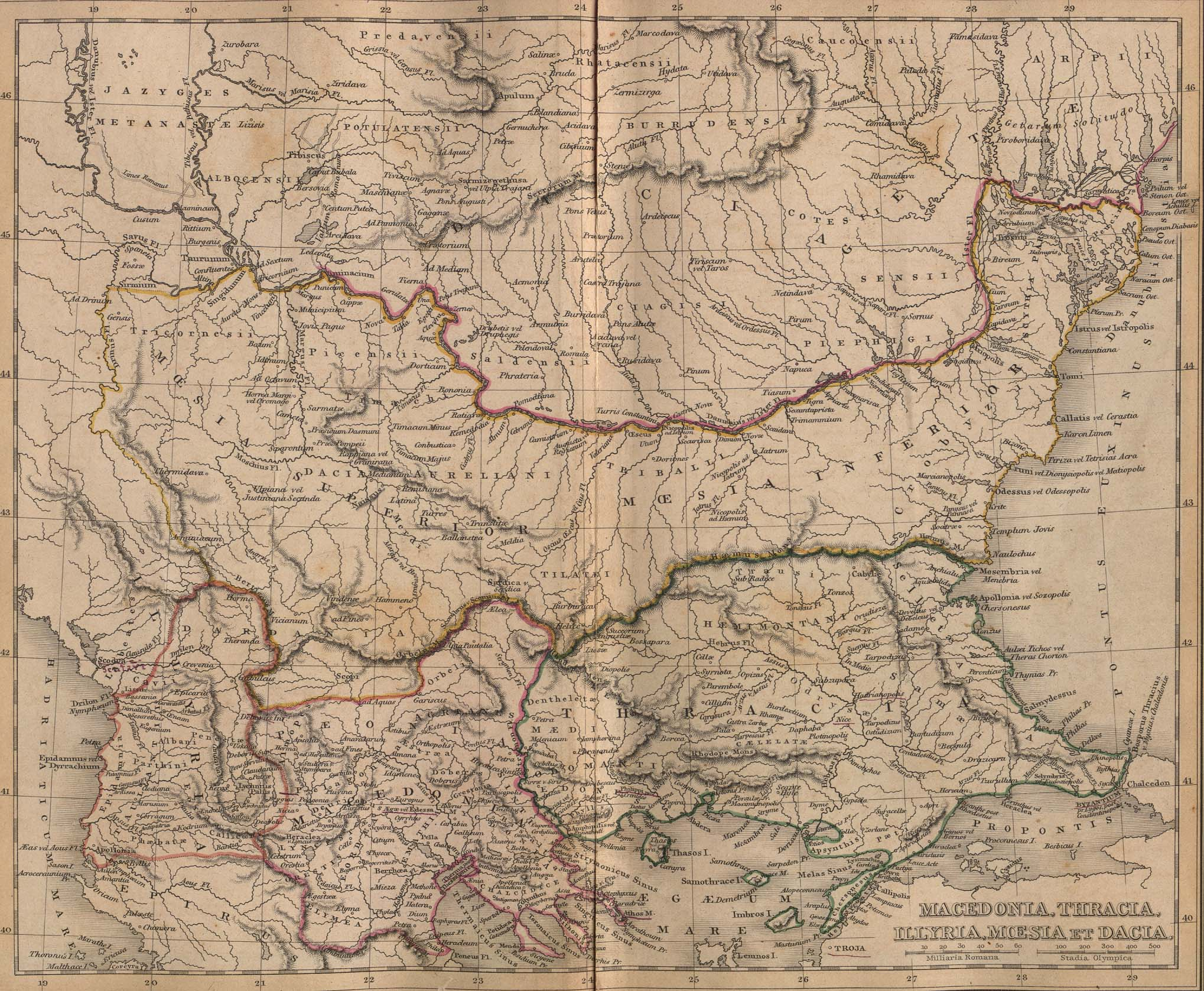
No mapa acima, a Trácia se encontra limitada ao norte pela cordilheira do Hemo e ao oeste pelo rio Estrimão

A Trácia foi um grande corredor natural para os povos Indo-Europeus que passavam em direção à Grécia (Aqueus, Jônios, Eólios e Dórios) ou à Anatólia (Hititas, Frígios, Celtas). Foi povoada pelos Trácios, que deram o nome ao país, e sofreu invasões pelos Citas. Os trácios segundo Heródoto são descritos como tendo uma população considerável, apenas comparada com a Índia na mesma época.
Foi conquistada pelo general aquemênida Mardônio que a incorporou ao império de Dario I em 512 a.C.. Segundo Heródoto, a Trácia formou a satrapia III-B do Império Aquemênida, até ser abandonada pelos iranianos em meados do século V a.C.. Formou-se aí então um reino, no leste do país, o Reino Odrísio, sob os governos, consecutivos, de Hebrizelmis, Cótis I e Cersobleptes; este último tentou unificar todos os Trácios sob seu domínio, mas foi derrotado por Filipe II da Macedónia, que lhe conquistou o país.
Com a morte de Alexandre, o Grande (filho de Filipe II) em 323 a.C., a Trácia foi legada ao seu general Lisímaco após a partilha do Império Macedônico.
Tardiamente anexada ao Império Romano (no ano 43 a.C., isto é, quase duzentos anos após a conquista da vizinha Macedônia por Roma), a Província da Trácia acabou por tornar-se na região mais importante do império, em função da transferência da capital para Constantinopla. Nos estertores do Império do Oriente, o tardio Tema da Trácia era, além de alguns exclaves e ilhas, tudo o que restava do velho império.
Para os Otomanos, Trácia e Rumélia (nome relativo a Roma, isto é, ao Império do Oriente) eram topônimos que se confundiam. Da Rumélia Otomana também fazia parte a Macedônia.

## A Trácia contemporânea

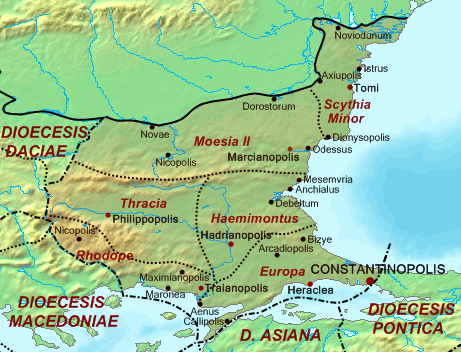
A Diocese da Trácia, ano

As fronteiras internacionais que actualmente cortam a Trácia foram definidas em 1923 pelo Tratado de Lausanne:
- A região sudoeste integra a Grécia e forma a maior parte da periferia de Macedônia Oriental e Trácia;
- A região centro-sul/sudeste forma a Trácia turca ou Turquia europeia que se subdivide em quatro províncias: Kirklareli, Tekirdag, Edirne e Istambul;
- A região norte (Trácia Setentrional) se divide entre diferentes províncias da Bulgária: Burgas, Sliven, Yambol, Stara Zagora, Haskovo, Plovdiv, Kardzhali, Pazardzhik e Smolyan.

Istambul, antiga Constantinopla, sem dúvida, é a cidade mais importante da Trácia; foi capital do Império Romano, do Império do Oriente e do Império Otomano; e a cidade histórica de Edirne, antiga Adrianópolis, é outra importante cidade, tendo sido capital do Império Otomano entre 1365 e 1453.